# Thomas Bergersen
Thomas Bergersen (ur. 4 lipca 1980 w Trondheim) – norweski kompozytor, multiinstrumentalista oraz współzałożyciel firmy produkującej muzykę filmową i do zwiastunów filmowych – tzw. trailer music, o nazwie Two Steps from Hell.
Swoją karierę muzyczną zaczynał jako demoscener, pisząc trackery i moduły muzyczne pod pseudonimem LioZ. Po zamknięciu Two Steps From Hell w kwietniu 2024 roku rozpoczął samodzielne tworzenie muzyki.

## Dyskografia

### Albumy studyjne
- Illusions (2011)
- Sun (2014)
- Humanity (2020–)
  - Chapter I (2020)
  - Chapter II (2020)
  - Chapter III (2021)
  - Chapter IV (2021)
  - Chapter V (2023)

### Symfonie
- American Dream (2018)
- Seven (2019)

### Single
- Remember September (feat. Boom Jinx) (2007)
- A Place in Heaven (2011)
- Ocean Princess (2011)
- Starvation (2011)
- Promise (2011)
- Heart (2011)
- The Hero in Your Heart (2013)
- That's A Wrap (2014)
- Autumn Love (2014)
- Into Darkness (2014)
- Stay (2014)
- Miracles (2014)
- Empire of Angels (2014)
- Final Frontier (2014)
- Starchild (2014)
- Children of the Sun (2015)
- Threnody for Europe (2016)
- You Are Light (2018)
- Imagine (2018)
- In Orbit (2018)
- Brightest Smile (2018)
- Catch Me (2019)
- Next To You (2019)
- Little Star (2019)
- Wings For Ukraine (2022)
- Shield of Love (2022)
- Am I Real (2023)
- Bloom (2023)
- You Gave Me Christmas (2023)

### Mini albumy
- Songs for Ukraine (2022)